# Durensawit (Kayen)
Durensawit is een bestuurslaag in het regentschap Pati van de provincie Midden-Java, Indonesië. Durensawit telt 1916 inwoners (volkstelling 2010).